# アミガサタケ科
アミガサタケ科はチャワンタケ綱、チャワンタケ目の菌類。一番有名なのは商業的に採取されており高い関心のあるアミガサタケの属するアミガサタケ属であろう。指貫をした指のようなオオズキンカブリタケ、椀上の形をしているカニタケ属などがこの科に含まれている。
チャワンタケ目のリボソーマルDNA分析ではテンガイカブリタケ、アミガサダケ、カニタケなどは非常に近い関係にあると考えられ、このためアミガサダケ科に再編された。
アミガサダケ科の属は全て子嚢果の形態で識別されていた。アミガサダケ属はスポンジに似た傘を子嚢果として持ち、軸と傘は空洞である。オオズキンカブリタケ属は空洞の柄の上にお椀や指貫の形をした傘を持っている。 カニタケ属はお椀のような傘に静脈のような模様の子嚢層を持ち、柄は小さいか、存在しない。子嚢胞子は楕円形で滑らかであり、ときおりガラス質である。

## 参照
1. ↑  O'Donnell K, Cigelnik E, Weber NS, Trappe JM (1997). “Phylogenetic relationships among ascomycetous truffles and the true and false morels inferred from 18S and 28S ribosomal DNA sequence analysis”. Mycologia 89 (1):  48–65. doi:10.2307/3761172.
2. ↑  Bunyard B.A., Nicholson M.S., Royse D.J. (1995). Phylogenetic resolution of Morchella, Verpa, and Disciotis (Pezizales: Morchellaceae) based on restriction enzyme analysis of the 28S ribosomal RNA gene. Experimental Mycology 19(3):223-33.
3. ↑  Kimbrough, J.W. (1970). Current trends in the classification of Discomycetes. Botan. Rev. 36(2):91-161.